# Srećko Horvat
Srećko Horvat (Osijek, 1983) es un filósofo, autor y activista político croata. Además de escribir varios libros en su lengua natal, tuvo un programa en la televisión de su país, que fue cancelado probablemente por sus opiniones políticas -oficialmente fue una "medida de austeridad"-. En él entrevistaba a intelectuales y personalidades del mundo de la cultura de los Balcanes.

## Activismo político
Se suele relacionar con el filósofo esloveno Slavoj Žižek, con quien incluso ha escrito varios libros en colaboración (ver bibliografía). En 2016 fundó junto a Yanis Varoufakis DiEM25, un movimiento político que pide la democratización de Europa. Ha escrito extensamente sobre el movimiento Occupy Wall Street, formando parte de lo que denomina "la Tercera Vía"  (entendiendo las otras dos como la globalización dirigida por las élites económicas y la vuelta a los estados-nación de corte populista-fascista).

### En inglés
- "Poetry from the Future", Penguin (2019)
- "Subversion!", Zero Books, (2017)
- "The Radicality of Love", Polity Press (2015)
- "Welcome to the Desert of Postsocialism", con Igor Štiks, Verso (2014)

- "What does Europe want? The Union and its Discontents" con Slavoj Žižek, Istros Books (2013)

### En francés
- "Sauvons-nous de nos sauveurs", Éditions Lignes (2013)

### En alemán
- "Nach dem Ende der Geschichte Laika-Verlag", Hamburgo (2013)
- "Was will Europa? – Rettet uns vor den Rettern" (con Slavoj Žižek), Laika-Verlag, Hamburgo (2013)

### En croata
- "Dobrodošli u pustinju postsocijalizma", Fraktura, Zágreb (2015)
- "Što Europa želi?" (con Slavoj Žižek), Algoritam, Zágreb (2013)
- "Pažnja! Neprijatelj prisluškuje Naklada Ljevak", Zágreb (2011)
- "Pravo na pobunu" (con Igor Štiks), Fraktura, Zágreb (2010)
- "Ljubav za početnike Naklada Ljevak", Zágreb (2009)
- "Budućnost je ovdje Svijet distopijskog filma", HFS, Zágreb (2008)
- "Totalitarizam danas Antibarbarus", Zágreb (2008)
- "Diskurs terorizma", AGM, Zágreb (2008)
- "Znakovi postmodernog grada Jesenski i Turk", Zágreb (2007)
- "Protiv političke korektnosti. Od Kramera do Laibacha, i natrag", Biblioteka XX. Vek, Belgrado (2007)

### En español
- "Después del apocalipsis", Katakrak, Pamplona (2021)[4]
- "¡Todo debe cambiar!" (con Renata Ávila), Rayo Verde Editorial (2021)
- "Poesía del futuro", Paidós, Barcelona (2020)
- "¡Subversión! Conversaciones con Srecko Horvat" (con Alfie Bown), Katakrak, Pamplona (2019)[5]
- "El discurso del terrorismo", Katakrak, Pamplona (2017)[6]
- "La radicalidad del amor", Katakrak, Pamplona (2016)[7]
- "El Sur pide la palabra. El futuro de una Europa en crisis" (con Slavoj Zizek), Libros Del Lince (2014)

## Publicaciones como editor

### En inglés
- "Everything Must Change! The World After Covid-19" (en colaboración con Renata Ávila), OR Books (2020)